# 야오즈칭
야오즈칭(중국어: 姚子青 요자청[*], 1909년 1월 15일~1937년 9월 7일)은 중화민국 국민혁명군의 군인으로서, 상하이 전투 당시 일본제국 육군에 맞서 싸우다 전사하였다.

## 학력사항
- 황푸군관학교 6기

## 군 경력
황푸군관학교에서 생도 생활을 하다가 소위로 임관하였다. 이후 국민혁명군 11사단 독립여단 1연대 3중대에서 소대장으로서 북벌에 참가하였다. 1930년 11월 이후 국민혁명군 제11사단 33보병여단 1연대 1대대에서 중대장을 역임하였다. 이후 1933년에는 육군대학을 졸업하였다. 1936년 3월 4일에는 제98사단 292여단 583연대 소속으로 3대대를 이끌었다.
1937년 8월 13일 상하이 전투 당시 3대대를 바오산현으로 이끌고 우쑹강 하구를 방어하여 일본군의 상륙을 저지하라는 명령을 받았다. 당시 3대대는 야오즈칭을 포함하여 인원이 600명에 불과하였다. 600명에 불과한 인원으로 50여 척의 군함, 20여 대의 전투기, 30여 대의 탱켓, 5,000여 명의 병력을 갖춘 일본군에 맞서 싸웠다. 이 전쟁이 끝나고 80년이 지나고 나서야 중국에서 600 결사대라는 영화를 방영하였는데, 해당 영화가 야오즈칭의 실화를 다루었다.
이 전투에서 야오즈칭의 3대대는 수 많은 일본군에게 피해를 입혔을 뿐 아니라 일본군의 연대장을 전사시켰다. 하지만 일본군의 공격으로 야오즈칭의 대대원 수는 계속 줄어들었다. 당시 중대장 4명, 소대장 9명을 포함하여 300명 이상이 전사하였다. 야오즈칭이 전사한 9월 7일 당일에는 야오즈칭을 포함하여 20명만 남은 상황이었다. 결국 야오즈칭도 향년 28세로 전사하였으며, 살아남은 극소수의 생존자들은 일본군의 포로로 잡혔다.
그의 동생인 야오즈잉(姚志英, Yao Zhiying) 또한 이 전투에서 전사하였다.

## 사후
그가 전사한 후 국민혁명군의 총사령관인 장제스는 98사단장을 전화로 위로하였다.
한편 국민당 뿐 아니라 공산당 측에서도 1938년 3월 12일 마오쩌둥 주도로 야오즈칭을 칭송하는 연설이 있었다.

## 참고 문헌
- 《宝山喋血记》, 《孤城喋血》, 《捍卫者》.